# University College Dublin
El University College de Dublín (Oficialment en anglès: University College, Dublin, referit popularment per les seves sigles, UCD; en gaèlic irlandès: An Coláiste Ollscoile, Baile Átha Cliath), és una universitat de recerca situada a Dublín, Irlanda. El 2025 tenia més de 38.000 estudiants, essentla universitat més gran del país. L'origen de la universitat es remunta al 1854, quan John Henry Newman, com a primer rector de la coneguda com Universitat Catòlica d'Irlanda, va reformar-la el 1880 i va atorgar-li els seus estatuts el 1908. La Llei d'Universitats de 1997 va rebatejar la universitat constituent com la "Universitat Nacional d'Irlanda, Dublín" i, per ordre ministerial de 1998, es va rebatejar la institució com "University College Dublin - National University of Ireland, Dublin".
Originalment es trobava en diversos emplaçaments de la ciutat de Dublín, però actualment totes les facultats han estat recol·locades en un campus de 133 hectàrees situat a Belfield, a quatre quilòmetres del centre de la capital irlandesa.
L'University College de Dublín sovint és llistada com una de les universitats més bones d'Europa. Hi ha cinc premis Nobel entre els exalumnes i professors de la universitat.
En els rànquings d'universitats de 2022 la UCD va quedar en 173a posició a tot el món. Els programes que ofereix la seva escola de negocis compten amb una triple acreditació, a càrrec dels organismes AMBA, EQUIS i AACSB.
Un informe publicat el maig de 2015 mostrava que els ingressos generats per la UCD i els seus alumnes a Irlanda arribava, anualment, als 1,3 mil milions d'euros.